# Europanto
« Europanto » est le nom donné par Diego Marani, alors qu'il était traducteur à l'Union européenne, à une manière de s'exprimer en mélangeant les principales langues d'Europe. Ce nom s'inspire sur un mode satirique de l'espéranto.
Le créateur illustra ce concept dans les années 1990 dans des articles de la presse belge et suisse, ainsi qu'un livre humoristique Las Adventures des inspector Cabillot.

## Un échantillon
L'échantillon ci-dessous illustre clairement la visée humoristique, voire satirique, de l'auteur. On y reconnaît facilement des emprunts à l'anglais, l'allemand, le néerlandais, l'espagnol, le français, voire le latin. On remarque en particulier l'imbrication d'éléments de langues diverses au sein d'un même mot (unclaras, autra, gegone, eveningo, somechose…) :
« In der story des morte des Diana er esse tropo viel unclaras chosas und confusio. Porqué Diana Mercedes was zo rapido roulante?

Waar esse de autra auto mit die bodyguardias gegone? Und supra todo, waar esse el jewello dat Dodi offered aan Diana op aquello eveningo?

Mucha estrange coincidenza, cinquo dags later, tambien Zuster Theresa uit Calcutta trespasse al Creator. Somechose kloppe nicht. »

## Précurseurs
Plusieurs écrivains, à toutes les époques, ont combiné de cette manière lexiques et structures (Alternance de code linguistique), que ce soit dans leurs journaux intimes :
- Ivan Blatný ;
- Valery Larbaud ;
- Samuel Pepys ;
- Stendhal (« 11 août 1811. I come there with presque no love ; ritornando diesen Abend io mi trovo riamante. Io sono stato very merry and altamente digne, j'ai refusé of dining mardi at mother's... »)

ou dans d'autres œuvres :
- Willy (ou sans doute Paul-Jean Toulet, l'un de ses prêtes-plumes) « — Je n'ai pas genug understood… soupira Calliope, irrésolue, gardant le sourire. And you, Aminta mia ? » (Maugis en ménage (p. 171)
- Anthony Burgess dans L'Orange mécanique où il se sert de l'argot anglo-russe baptisé « nadsat » ;
- Umberto Eco lorsqu'il fait parler toutes les langues à la fois à Salvatore, dans Le Nom de la rose : il les parle toutes car il n'en connaît aucune ;
- James Joyce dans Finnegans Wake ;
- Raymond Queneau dans un passage des Fleurs bleues (« – Esquiouze euss, dit le campeur mâle, mà wie sind lost », etc. Le personnage de Cidrolin s'interroge à ce sujet : « Parle-t-il l'européen vernaculaire ou le néo-babélien ? »)[1]
- Copi : « Le Fourmi » repris dans  Le Dernier Salon où l'on cause, p. 13.